# Nicolae Magereanu
Nicolae Magereanu (1 mai 1877, Valea Albă-Vătășani, Vâlcea - 5 iul.1942, Poiana Mare, Dolj) a fost un general român care a luptat în cel de-al Doilea Război Mondial.
În baza raportului nr. 59.596 întocmit la 24 octombrie 1941 de generalul de divizie Constantin Pantazi, ministru secretar de stat la Departamentul Apărării Naționale, Mihai Antonescu, vicepreședintele și președintele ad-interim al Consiliului de Miniștri, a aprobat trecerea în retragere a generalului de brigadă Nicolae Magereanu „pentru boală contractată în timpul, dar nu din cauza serviciului” începând cu data de 30 noiembrie 1941.